# Supercup (Handballturnier) 2001
Der Supercup 2001 war die zwölfte Austragung des Supercups im Handball der Männer. Das Turnier mit sechs teilnehmenden Nationalmannschaften fand vom 31. Oktober bis 4. November 2001 in Deutschland statt. Das Finale wurde in der sachsenARENA in Riesa ausgetragen.

## Vorrunde

### Gruppe A
| Pl. | Land        | Sp. | S | U | N | Tore    | Diff. | Punkte |
| --- | ----------- | --- | - | - | - | ------- | ----- | ------ |
| 1.  | Deutschland | 2   | 2 | 0 | 0 | 052:440 | +8    | 4      |
| 2.  | Russland    | 2   | 1 | 0 | 1 | 047:500 | −3    | 2      |
| 3.  | Dänemark    | 2   | 0 | 0 | 2 | 046:510 | −5    | 0      |

| 31. Oktober 2001 | Deutschland                                              | 25:23   | Dänemark                             | Mehrzweckhalle, Dresden Zuschauer: 3.300 Schiedsrichter: Øie, Togstadt |
| 31. Oktober 2001 | meiste Tore: Christian Schwarzer, Christian Zeitz (je 5) | (12:12) | meiste Tore: Lars Krogh Jeppesen (5) | Mehrzweckhalle, Dresden Zuschauer: 3.300 Schiedsrichter: Øie, Togstadt |
| 31. Oktober 2001 | Spielbericht                                             |         |                                      | Mehrzweckhalle, Dresden Zuschauer: 3.300 Schiedsrichter: Øie, Togstadt |

| 1. November 2001 | Russland                        | 26:23   | Dänemark                           | Mehrzweckhalle, Dresden Zuschauer: 1.000 Schiedsrichter: Lemme, Ullrich |
| 1. November 2001 | meiste Tore: Alexei Kamanin (9) | (14:11) | meiste Tore: Lars Christiansen (6) | Mehrzweckhalle, Dresden Zuschauer: 1.000 Schiedsrichter: Lemme, Ullrich |
| 1. November 2001 | Spielbericht                    |         |                                    | Mehrzweckhalle, Dresden Zuschauer: 1.000 Schiedsrichter: Lemme, Ullrich |

| 2. November 2001 | Deutschland                      | 27:21   | Russland                       | Stadthalle, Zwickau Schiedsrichter: Boye, Jensen |
| 2. November 2001 | meiste Tore: vier Spieler (je 4) | (12:10) | meiste Tore: Witali Iwanow (5) | Stadthalle, Zwickau Schiedsrichter: Boye, Jensen |
| 2. November 2001 | Spielbericht                     |         |                                | Stadthalle, Zwickau Schiedsrichter: Boye, Jensen |

### Gruppe B
| Pl. | Land     | Sp. | S | U | N | Tore    | Diff. | Punkte |
| --- | -------- | --- | - | - | - | ------- | ----- | ------ |
| 1.  | Schweden | 2   | 1 | 1 | 0 | 054:520 | +2    | 3      |
| 2.  | Kroatien | 2   | 1 | 0 | 1 | 057:580 | −1    | 2      |
| 3.  | Spanien  | 2   | 0 | 1 | 1 | 052:530 | −1    | 1      |

| 31. Oktober 2001 | Kroatien                      | 29:28   | Spanien                                | Mehrzweckhalle, Dresden Zuschauer: 3.300 Schiedsrichter: Boye, Jensen |
| 31. Oktober 2001 | meiste Tore: Renato Sulić (8) | (15:14) | meiste Tore: Antonio Carlos Ortega (5) | Mehrzweckhalle, Dresden Zuschauer: 3.300 Schiedsrichter: Boye, Jensen |
| 31. Oktober 2001 | Spielbericht                  |         |                                        | Mehrzweckhalle, Dresden Zuschauer: 3.300 Schiedsrichter: Boye, Jensen |

| 1. November 2001 | Schweden                         | 30:28   | Kroatien                     | Mehrzweckhalle, Dresden Zuschauer: 1.200 Schiedsrichter: Øie, Togstadt |
| 1. November 2001 | meiste Tore: Johan Petersson (9) | (17:11) | meiste Tore: Ivano Balić (6) | Mehrzweckhalle, Dresden Zuschauer: 1.200 Schiedsrichter: Øie, Togstadt |
| 1. November 2001 | Spielbericht                     |         |                              | Mehrzweckhalle, Dresden Zuschauer: 1.200 Schiedsrichter: Øie, Togstadt |

| 2. November 2001 | Spanien                      | 24:24   | Schweden                        | Stadthalle, Zwickau Zuschauer: 3.300 Schiedsrichter: Lemme, Ullrich |
| 2. November 2001 | meiste Tore: Iker Romero (7) | (11:11) | meiste Tore: Jonas Ernelind (6) | Stadthalle, Zwickau Zuschauer: 3.300 Schiedsrichter: Lemme, Ullrich |
| 2. November 2001 | Spielbericht                 |         |                                 | Stadthalle, Zwickau Zuschauer: 3.300 Schiedsrichter: Lemme, Ullrich |

## Halbfinale
| 3. November 2001 | Deutschland                                | 27:26   | Kroatien                        | sachsenARENA, Riesa Schiedsrichter: Boye, Jensen |
| 3. November 2001 | meiste Tore: von Behren, Rose, Baur (je 5) | (12:13) | meiste Tore: Zvonimir Bilić (7) | sachsenARENA, Riesa Schiedsrichter: Boye, Jensen |
| 3. November 2001 | Spielbericht                               |         |                                 | sachsenARENA, Riesa Schiedsrichter: Boye, Jensen |

| 3. November 2001 | Russland                       | 27:24 n. S.      | Schweden                          | sachsenARENA, Riesa Schiedsrichter: Lemme, Ullrich |
| 3. November 2001 | meiste Tore: Witali Iwanow (6) | (12:12), (23:23) | meiste Tore: Magnus Andersson (4) | sachsenARENA, Riesa Schiedsrichter: Lemme, Ullrich |
| 3. November 2001 | Spielbericht                   |                  |                                   | sachsenARENA, Riesa Schiedsrichter: Lemme, Ullrich |

## Finalspiele

### Spiel um Platz 5
| 3. November 2001 | Dänemark                                | 34:30   | Spanien                             | sachsenARENA, Riesa Schiedsrichter: Øie, Togstadt |
| 3. November 2001 | meiste Tore: Antonio Carlos Ortega (10) | (19:14) | meiste Tore: Lars Christiansen (11) | sachsenARENA, Riesa Schiedsrichter: Øie, Togstadt |
| 3. November 2001 | Spielbericht                            |         |                                     | sachsenARENA, Riesa Schiedsrichter: Øie, Togstadt |

### Spiel um Platz 3
| 4. November 2001 | Schweden                        | 27:26   | Kroatien                       | sachsenARENA, Riesa Zuschauer: 4.900 Schiedsrichter: Boye, Jensen |
| 4. November 2001 | meiste Tore: Martin Boquist (6) | (15:11) | meiste Tore: Renato Sulić (11) | sachsenARENA, Riesa Zuschauer: 4.900 Schiedsrichter: Boye, Jensen |
| 4. November 2001 | Spielbericht                    |         |                                | sachsenARENA, Riesa Zuschauer: 4.900 Schiedsrichter: Boye, Jensen |

### Finale
| 4. November 2001 | Deutschland                          | 30:20  | Russland                                           | sachsenARENA, Riesa Zuschauer: 4.900 Schiedsrichter: Øie, Togstadt |
| 4. November 2001 | meiste Tore: Christian Schwarzer (6) | (15:7) | meiste Tore: Iwanow, Kokscharow, Rastworzew (je 4) | sachsenARENA, Riesa Zuschauer: 4.900 Schiedsrichter: Øie, Togstadt |
| 4. November 2001 | Spielbericht                         |        |                                                    | sachsenARENA, Riesa Zuschauer: 4.900 Schiedsrichter: Øie, Togstadt |

## Abschlussplatzierungen
| Platz | Nation      | Spieler | Trainer          |
| ----- | ----------- | --- | ---------------- |
| 1.    | Deutschland | Henning Fritz, Christian Ramota, Chrischa Hannawald, Christian Zeitz, Christian Rose, Markus Baur, Steffen Weber, Jan-Olaf Immel, Pascal Hens, Frank von Behren, Stefan Kretzschmar, Torsten Jansen, Klaus-Dieter Petersen, Mark Dragunski, Christian Schwarzer, Mirko Bernau                         | Heiner Brand     |
| 2.    | Russland    | Andrei Lawrow, Juri Oschered, Alexander Safonow, Eduard Kokscharow, Juri Jegorow, Oleg Frolow, Jewgeni Luschnikow, Witali Iwanow, Iwan Tschugai, Michail Dratschew, Alexei Rastworzew, Lew Woronin, Wjatscheslaw Gorpischin, Alexei Kamanin, Artem Gritsenko                                          | Wladimir Maximow |
| 3.    | Schweden    | Tomas Svensson, Peter Gentzel, Martin Boquist, Marcus Ahlm, Thomas Sivertsson, Ola Lindgren, Martin Frändesjö, Mathias Franzén, Johan Petersson, Stefan Lövgren, Jonas Ernelind, Kim Andersson, Staffan Olsson, Magnus Andersson, Andreas Larsson, Ljubomir Vranjes, Jonas Larholm                    | Bengt Johansson  |
| 4.    | Kroatien    | Mario Kelentrić, Venio Losert, Valter Matošević, Renato Sulić, Ivano Balić, Vedran Zrnić, Zvonimir Bilić, Matija Stritof, Tonči Valčić, Miro Barišić, Tihomir Baltić, Slavko Goluža, Goran Šprem, Denis Špoljarić, Petar Metličić                                                                     | Josip Milković   |
| 5.    | Dänemark    | Kasper Hvidt, Kristian Asmussen, Michael Bruun Pedersen, Morten Bjerre, Lars Krogh Jeppesen, Klavs Bruun Jørgensen, Torsten Laen, Jesper Jensen, Kasper Nielsen, Lars Christiansen, Joachim Boldsen, Kristian Gjessing, Bo Spellerberg, Jesper Nøddesbo, Claus Flensborg, Søren Stryger, Lasse Boesen | Torben Winther   |
| 6.    | Spanien     | David Barrufet, José Javier Hombrados, Antonio Ugalde, Carlos Prieto, Santiago Urdiales, Ion Belaustegui, Iosu Olalla, Mateo Garralda, Talant Dujshebaev, Demetrio Lozano, Fernando Hernández, Juancho Pérez, Manuel Colón, Alberto Entrerríos, Iker Romero, Antonio Carlos Ortega                    | César Argilés    |

## Torschützenliste
| Platz | Spieler               | Nation      | Tore |
| ----- | --------------------- | ----------- | ---- |
| 1.    | Renato Sulić          | Kroatien    | 31   |
| 2.    | Lars Christiansen     | Dänemark    | 19   |
| 3.    | Christian Schwarzer   | Deutschland | 18   |
| 3.    | Christian Zeitz       | Deutschland | 18   |
| 5.    | Johan Petersson       | Schweden    | 17   |
| 6.    | Witali Iwanow         | Russland    | 16   |
| 7.    | Rastworzew            | Russland    | 15   |
| 7.    | Petar Metličić        | Kroatien    | 15   |
| 9.    | Lars Krogh Jeppesen   | Dänemark    | 14   |
| 9.    | Alexei Kamanin        | Russland    | 14   |
| 9.    | Markus Baur           | Deutschland | 14   |
| 9.    | Zvonimir Bilić        | Kroatien    | 14   |
| 9.    | Antonio Carlos Ortega | Spanien     | 14   |

## Auszeichnungen
| Position        | Spieler             | Nation      |
| --------------- | ------------------- | ----------- |
| MVP             | Magnus Andersson    | Schweden    |
| Torhüter        | Henning Fritz       | Deutschland |
| Linksaußen      | Lars Christiansen   | Dänemark    |
| Rückraum links  | Iker Romero         | Spanien     |
| Rückraum Mitte  | Magnus Andersson    | Schweden    |
| Rückraum rechts | Petar Metličić      | Kroatien    |
| Rechtsaußen     | Johan Petersson     | Schweden    |
| Kreis           | Christian Schwarzer | Deutschland |